# Големият кайряк
Мегалитният кръг в местността Големия кайряк се намира на около 2 km северозападно от село Българска поляна (Област Хасково) под връх Големия кайряк, на територията на Сакар планина.

## Откритие
Съоръжението е открито и археологически проучено през октомври 2008 г. от българския археолог Деян Дичев.

## Описание и особености
Мегалитният кръг огражда няколко погребения. Гробницата в центъра на съоръжението е с диаметър 3 m и е изградена със суха зидария. Заобикалящата я крепида с диаметър 8 m, която поддържа могилния насип съчетава елементи от суха зидария с преобладаващ по обем типично мегалитен градеж – плътно долепени един до друг необработени плочести камъни, побити вертикално в материка.

### Датиране
Откритите керамични фрагменти в гробницата са датирани от късната Бронзовата епоха, докато архитектурата и начина на изграждане на крепидата (от побити плочести камъни), има най-близки паралели сред крепидите при долмените датирани в ранната Желязна епоха. Имайки предвид тези два факта, Дичев изказва предположението, че гробното съоръжение е изградено и използвано в края на късната Бронзова еопха – началото на ранната Желязна епоха.